# Félix Terins
Félix Terins (nacido el 24 de abril de 1998) es un jugador de baloncesto profesional sueco que juega en las filas del Club Baloncesto Tizona de Primera FEB. Con 1,88 metros de altura juega en la posición de base. Es internacional con la selección de baloncesto de Suecia.

## Trayectoria
Es un jugador formado en el Norrkoping Dolphins en el que llegó a debutar con apenas 15 años en la Basketligan durante la temporada 2015-16.
Tras tres temporadas en el Norrkoping Dolphins, en 2018 firma por el Nässjö Basket de la Basketligan.
En la temporada 2020-21, regresa al Norrkoping Dolphins, en el que disputaría dos temporadas.
El 10 de junio de 2022, firma por el Landstede Zwolle de la BNXT League.
El 8 de agosto de 2023, regresa al Norrkoping Dolphins de la Basketligan.
El 25 de junio de 2024, firma por el BK Levickí Patrioti de la Národní Basketbalová Liga eslovaca.
El 30 de enero de 2025, firma por el Sport Lisboa e Benfica de la Liga Portuguesa de Basquetebol.
El 25 de junio de 2025, firma por el Club Baloncesto Tizona de Primera FEB.